# Castianeira amoena
Castianeira amoena es una especie de araña araneomorfa del género Castianeira, familia Corinnidae. Fue descrita científicamente por C. L. Koch en 1841.
Habita en los Estados Unidos y México.